# هتل‌های شرایتون

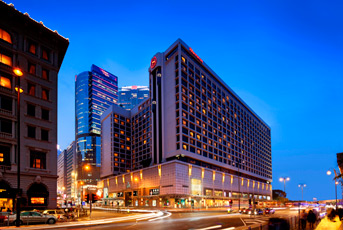
هتل شرایتون هنگ کنگ

شراتون و در گویش فارسی شرایتون (به انگلیسی: Sheraton) نام هتل‌های زنجیره‌ای است. اولین هتل شراتون در سال ۱۹۳۷ میلادی در شهر اسپرینگ فیلد ماساچوست آمریکا توسط ارنست هندرستون (Ernest Hendersn) و رابرت مور (Robert Moure) تأسیس شد. طی دو سال بعد آن‌ها سه هتل دیگر را نیز در بوستون خریداری کردند و خیلی زود کار خود را توسعه دادند تا آنجا که مجموعهٔ هتل‌های آن‌ها از مین (Maine) تا فلوریدا (Florida) وسعت پیدا کرد.
تا پایان سال ۱۹۴۷ میلادی، هتل‌های زنجیره‌ای شرایتون فوق‌العاده مشهور شدند تا آن جا که اولین هتل‌های زنجیره‌ای بودند که در فهرست سهام بازار بورس سهام نیویورک (NYSE) قرار گرفتند.
اولین توسعهٔ بین‌المللی هتل‌های زنجیره‌ای شرایتون در سال ۱۹۴۹ میلادی و با خرید مجموعهٔ هتل‌های زنجیره‌ای کانادایی صورت گرفت و پس از آن نیز به سرعت در سرتاسر دنیا گسترده شد.
در سال ۱۹۶۰ میلادی اولین هتل‌های شرایتون در آمریکای لاتین و خاورمیانه راه اندازی شد و تا سال ۱۹۶۵ میلادی تعداد کل هتل‌های شرایتون در سرتاسر دنیا به یکصد واحد رسید. هتل‌های شرایتون اولین مجموعهٔ هتل‌های زنجیره‌ای بین‌المللی بود که در جمهوری خلق چین (سال ۱۹۸۵ میلادی) موفق به راه اندازی یک هتل شد.

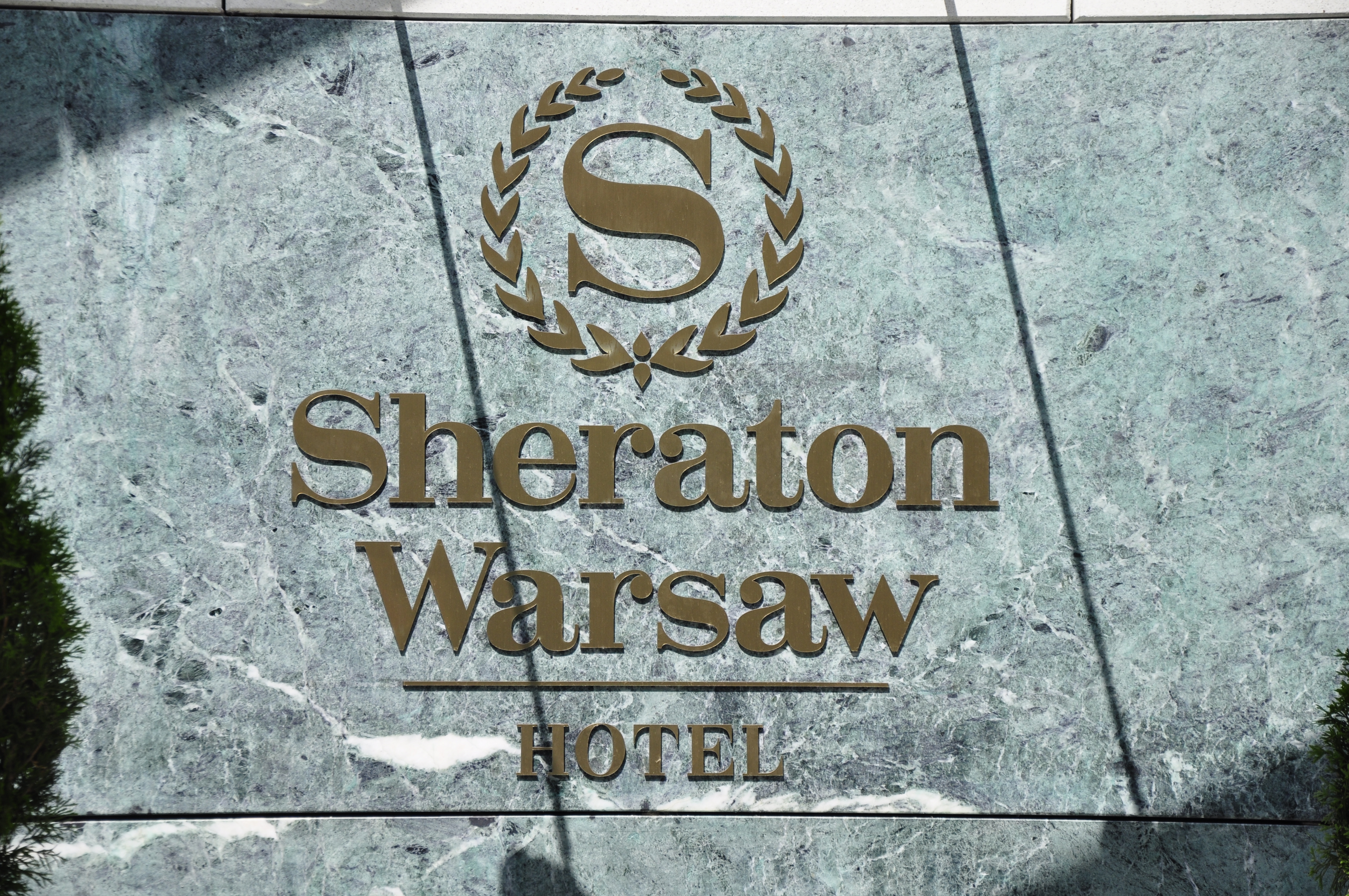
نماد هتل شرایتون، در ورشو

مجموعهٔ شرایتون در جهت توسعهٔ بازار خود در تمام سطوح جوامع در سال ۱۹۹۵ مجموعهٔ جدید هتلی را تحت عنوان فورپوینتز (Four Points) معرفی کرد که عملکرد مجموعهٔ جدید براساس ارائهٔ خدمات کامل بر پایهٔ تجارب شرایتون ولی با قیمت‌های رقابتی بود.
و بالاخره در سال ۱۹۹۸ میلادی شرکت بین‌المللی مراکز اقامتی و هتلی استاروود (Star Wood) مالک شرایتون شد. شرکت استاروود یکی از شرکت‌های درجه اول هتل داری در دنیاست. در حال حاضر مجموعه هتل‌های شرایتون ۱۴۵۰۰۰ پرسنل تحت استخدام خود دارند.
در ایران برخی هتل‌ها از هتل‌های این شرکت بود که در قبل از انقلاب ساخته و بعد از انقلاب مصادره شدند.
- هتل همای تهران (شرایتون تهران)
- هتل کوثر اصفهان (شرایتون اصفهان)